# Montanapis koghis
Montanapis koghis är en spindelart som beskrevs av Norman I. Platnick och Forster 1989. Montanapis koghis ingår i släktet Montanapis och familjen Anapidae.
Artens utbredningsområde är Nya Kaledonien. Inga underarter finns listade i Catalogue of Life.